# Amdit

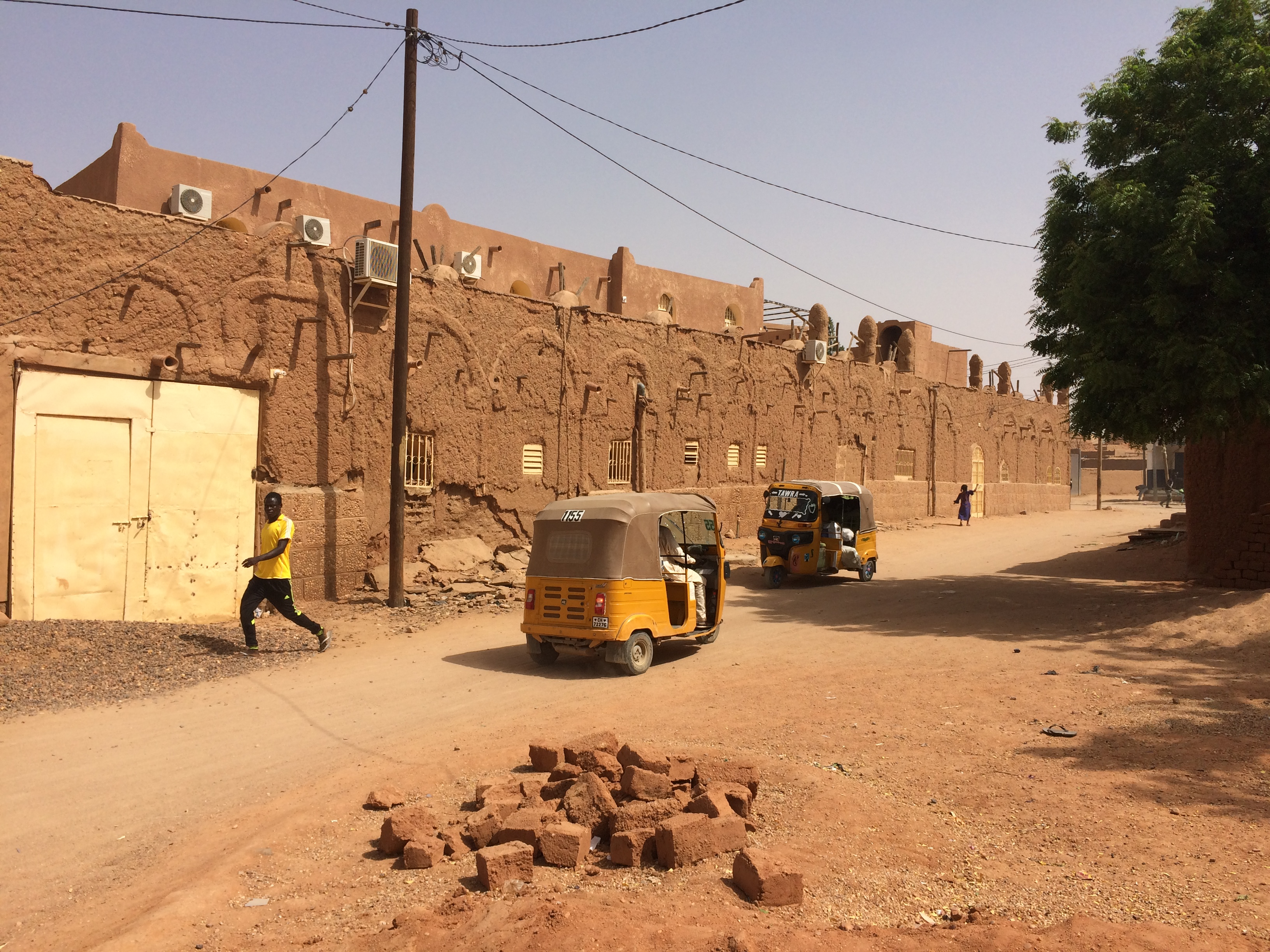
Eine Straße an der Grenze zwischen den Stadtvierteln Amdit und Katanga (2018)

Amdit ist ein Stadtviertel von Agadez in Niger.
Amdit ist eines der elf historischen Stadtviertel der zum UNESCO-Welterbe zählenden Altstadt von Agadez, in deren Westen es liegt. Die angrenzenden Altstadtviertel sind Katanga im Norden und Obitara im Süden.
Historisch handelt es sich um das Stadtviertel der Tuareg-Gruppe Igdalen. Deren Angehörige haben hier den Brunnen Tesko gegraben, einen der ältesten in Agadez. Die Bevölkerung untersteht dem Gonto von Amdit, einem traditionellen Ortsvorsteher, der als Mittelsmann zwischen dem Sultan von Agadez und den Einwohnern auftritt.
Die alljährliche Feier von Mouloud zu Ehren des Propheten Mohammed wird in Agadez nach einem gleichbleibenden Schema an verschiedenen Orten begangen. Die Malam-Ousseini-Moschee und die Koranschule in Amdid sind dabei am zehnten Tag des Monats Rabīʿ al-awwal die Zentren der Feierlichkeiten. Eine weitere Sehenswürdigkeit im Stadtviertel ist die Tendé-Moschee.
Bei der Volkszählung 2012 hatte Amdit 685 Einwohner, die in 113 Haushalten lebten. Bei der Volkszählung 1988 belief sich die Einwohnerzahl auf 1649 in 276 Haushalten.